# Hermann Otto Sleumer
Hermann Otto Sleumer (* 21. Februar 1906 in Saarbrücken; † 1. Oktober 1993 in Oegstgeest, Südholland) war ein deutsch-niederländischer Botaniker. Sein offizielles botanisches Autorenkürzel lautet „Sleumer“.

## Leben und Wirken
Hermann Sleumer war der Sohn eines Apothekers und machte 1924 sein Abitur am Friedrich-Gymnasium Freiburg. Anschließend war er bis 1926 Apothekenpraktikant in Alfeld a. d. Leine bei dem Apotheker und Regionalfloristen Joseph Förster und außerdem in Hildesheim.
Von 1926 bis 1927 war er Apothekerassistent in Wernigerode und in Trossingen. Er studierte von 1927 bis 1929 Pharmazie an der Universität Tübingen (Botanik bei Walter Zimmermann) und ab 1928 in München bei Karl von Goebel. 1929 legte er das Pharmazeutische Staatsexamen ab und studierte von 1929 bis 1932 Naturwissenschaften und besonders Botanik und Geologie an der Universität Freiburg bei Friedrich Oltmanns und Felix Rawitscher.
1932 wurde er dort zum Dr. phil. nat. promoviert. Thema seiner Dissertation: „Über Sexualität und Zytologie von Ustilago Zeae (Beckm.) Unger“.
Von 1932 bis 1933 arbeitete er am Badischen Weinbauinstitut in Freiburg bei Karl Müller. Anschließend bekam er eine Anstellung als Assistent am Botanischen Museum Berlin-Dahlem bei Ludwig Diels. Von 1936 bis 1939 war er zugleich Privatassistent von Paul Schürhoff. In dieser Zeit habilitierte er sich auch (1937). Seine Habilitationsschrift trägt den Titel: „Monographie der Gattung Hydnocarpus Gaertn. nebst Beschreibung und Anatomie der Früchte und Samen ihrer pharmakognostisch wichtigen Arten (Chaulmugra).“
Im Krieg wurde Sleumer von 1944 bis 1945 zum Sanitätsdienst eingezogen und hatte anschließend von 1946 bis 1949 einen Lehrauftrag für Botanik und Pharmakognosie an der Universität Berlin.
Von 1949 bis 1953 war er außerordentlicher Professor für Botanik am Instituto Miguel Lillo d. National Univ. Tucuman/Argentinien (mit Kurt Hueck).
1953 kehrte er nach Europa zurück und war bis 1956 Mitarbeiter der Flora Malesiana Foundation am Rijksherbarium der Universität Leiden, Niederlande. Von 1956 bis 1971 arbeitete er als Kurator des Rijksherbarium.
Sleumer war seit 1962 niederländischer Staatsbürger. Von 1976 bis 1977 war er Kurator der Amazonian Botany am Botanischen Garten New York.
Seine Hauptforschungsgebiete waren Pharmakognosie, Systematik und Pflanzengeographie.

## Ehrungen
Die monotypische Gattung Sleumerodendron Virot aus der Familie der Silberbaumgewächse (Proteaceae) mit der Art Sleumerodendron austro-calcedonicum ist nach Sleumer benannt.

## Werke
- Die Pflanzenwelt des Kaiserstuhls. 1934.

Daneben bearbeitete er für das Werk Die natürlichen Pflanzenfamilien von Adolf Engler mehrere Pflanzenfamilien; für die Flora of Thailand von Smitinand und Larsen bearbeitete er „Icacinaceae“ (1970).